# Espino de la Orbada
Espino de la Orbada és un municipi de la província de Salamanca a la comunitat autònoma de Castella i Lleó. Limita al Nord amb Parada de Rubiales, a l'Est amb Cañizal i Cantalpino, al Sud amb El Pedroso de la Armuña i a l'Oest amb La Orbada.

## Demografia
| 1991 | 1996 | 2001 | 2004 | 2019 |
| ---- | ---- | ---- | ---- | ---- |
| 385  | 383  | 335  | 318  | 262  |